# Церковь Климента (Великий Новгород)
Церковь Кли́мента на И́ворове улице — православный храм в Великом Новгороде на Торговой стороне, построенный в XVI веке. Относится к Новгородской епархии Русской православной церкви.

## Описание
Здание церкви представляет собой однокупольную, четырёхстолпную, одноапсидную постройку с трёхлопастным завершением.
Фасады расчленены лопатками на три части. Карниз апсиды украшен бегунцем и поребриком. По обе стороны от западного портала, а также в завершении северного фасада в стенах находятся вкладные кресты XIV и XV века. Окна на памятнике прямоугольной формы, помещены в ниши с полуциркульным завершением. Прежде главный вход в церковь был с южной стороны.
С западной стороны к зданию церкви примыкает двухстолпный притвор и невысокая двухъярусная колокольня. По записям архимандрита Макария, только на одном из колоколов были старые надписи, указывавшие, что он был отлит в 1697 году.

## История

Послевоенное состояние здания (1947)

Третья Новгородская летопись сообщает о постройке церкви Климента в 1153 году: «в лето 6661 боголюбивый епископ Нифонт в В. Новгороде на Торговой стороне заложил церковь каменну святого Климента на Иворовой улице». В летописи отмечено, что церковь многократно страдала от пожаров, например, в 1326, 1385, 1596 годах. Под 7025 (1517) годом сообщается, что в лето этого года она падеся.
В 1519—1520 годах была выстроена заново московским гостем (купцом) Василием Таракановым. Несмотря на его московское происхождение, церковь не отличается формами от традиционных новгородских церковных сооружений XIV—XV веков. Это указывает на то, что московские заказчики подряжали на работы новгородские строительные артели. Единственную разницу можно обнаружить в том, что церковь Климента выстроена целиком из кирпича.
Церковь Климента действовала до 1937 года, когда скончался её 80-летний настоятель протоиерей Михаил Твердынский. После закрытия церкви здание было приспособлено под склад и мастерские.
Во время Великой Отечественной войны она получила относительно небольшие повреждения, наибольшим из которых была утрата купола и подкупольного свода. Церковная колокольня уцелела, но была разобрана «на кирпич» в 1950-е годы.